# Aracuã-pintado
Aracuã-pintado ou chachalaca-pintada (Ortalis guttata), também conhecido como aracuã-comum, araquã, araquã-pintada ou aracuã-paulista, é uma espécie de ave da família Cracidae.
Pode ser encontrada nos seguintes países: Bolívia, Brasil, Colômbia, Equador e Peru.
Os seus habitats naturais são: florestas secas tropicais ou subtropicais, florestas subtropicais ou tropicais úmidas de baixa altitude e florestas secundárias altamente degradadas.

## Características
A ave mede de 40 a 60 cm de comprimento e pesa entre 500 e 600 g. Caracteriza-se pelo padrão salpicado do peito, ainda que a cor da plumagem varie de acordo com a subespécie. Juntam-se entre outubro e novembro, e fazem ninhos únicos a aproximadamente 2 metros do solo.

## Subespécies
São reconhecidas duas subespécies:
- Ortalis guttata guttata (Spix, 1825) - ocorre do leste da Colômbia até o Equador, leste do Peru, norte da Bolívia e região adjacente do oeste do Brasil;
- Ortalis guttata subaffinis (Todd, 1932) - ocorre no leste e nordeste da Bolívia.

O aracuã-guarda-faca (Ortalis remota), endêmico do estado de São Paulo, era anteriormente considerado uma subespécie do aracuã-pintado, mas foi reconhecido como espécie plena.